# Kalinówka (Przezwody)
Kalinówka – kolonia wsi Przezwody w Polsce położona w województwie świętokrzyskim, w powiecie jędrzejowskim, w gminie Wodzisław.
W latach 1975–1998 kolonia należała administracyjnie do województwa kieleckiego.